# Divizia A1 2017-2018 (pallavolo femminile)
La Divizia A1 2017-18 si è svolta dal 14 ottobre 2017 al 23 aprile 2018: al torneo hanno partecipato dieci squadre di club rumene e la vittoria finale è andata per la prima volta al CSM Bucarest.

## Regolamento

### Formula
Le squadre hanno disputato un girone all'italiana, con gare di andata e ritorno, per un totale di diciotto giornate; al termine della regular season:
- Le prime sei classificate hanno acceduto al girone per il primo posto, strutturato in un girone all'italiana, con gare di andata e ritorno, per un totale di dieci giornate (conservano i risultati ottenuti nella regular season).
- Le ultime quattro classificate hanno acceduto al girone per il settimo posto, strutturato in un girone all'italiana, con gare di andata e ritorno, per un totale di sei giornate (conservano i risultati ottenuti nella regular season): questa fase del torneo è stata cancellata per volere della federazione.
- Nessuna è retrocessa in Divizia A2.

### Criteri di classifica
Se il risultato finale è stato di 3-0 o 3-1 sono stati assegnati 3 punti alla squadra vincente e 0 a quella sconfitta, se il risultato finale è stato di 3-2 sono stati assegnati 2 punti alla squadra vincente e 1 a quella sconfitta.
L'ordine del posizionamento in classifica è stato definito in base a:
- Punti;
- Numero di partite vinte;
- Ratio dei set vinti/persi;
- Ratio dei punti realizzati/subiti.

## Squadre partecipanti
Al campionato di Divizia A1 2017-18 hanno partecipato dieci squadre: quelle neopromosse dalla Divizia A2 sono state l'Universitatea Timișoara, vincitrice dei play-off promozione, e l'Universitatea Cluj, seconda classificata nei play-off promozione; due squadre che avevano il diritto di partecipazione, ossia il Piatra Neamț e il Argeș, hanno rinunciato all'iscrizione: al posto di queste non è stata ripescata alcuna squadra.
| Club                    | Città       | Palazzetto                                 | Stagione precedente                                            |
| ----------------------- | ----------- | ------------------------------------------ | -------------------------------------------------------------- |
| Alba-Blaj               | Blaj        | Sala Timotei Cipariu Blaj                  | Campione di Romania                                            |
| CSM Bucarest            | Bucarest    | Sala Elite Bucarest                        | 2ª in Divizia A1                                               |
| Dinamo Bucarest         | Bucarest    | Sala Polivalentă Dinamo Bucarest           | 5ª in Divizia A1                                               |
| Lugoj                   | Lugoj       | Sala Ioan Kunst Ghermănescu Lugoj          | 6ª in Divizia A1                                               |
| Penicilina Iași         | Iași        | Sala Polivalentă Iași                      | 7ª in Divizia A1                                               |
| Știința Bacău           | Bacău       | Sala Sporturilor Bacău                     | 4ª in Divizia A1                                               |
| Târgoviște              | Târgoviște  | Sala Polivalentă Târgoviște                | 3ª in Divizia A1                                               |
| Târgu Mureș             | Târgu Mureș | Sala Sporturilor Târgu Mureș               | 8ª in Divizia A1                                               |
| Universitatea Cluj      | Cluj-Napoca | Sala Sporturilor Horia Demian Cluj-Napoca  | 2ª in Divizia A2 (girone ovest) 2ª nei play-off promozione     |
| Universitatea Timișoara | Timișoara   | Sala Sporturilor Constantin Jude Timișoara | 1ª in Divizia A2 (girone ovest) Vincitrice play-off promozione |

## Torneo

### Regular season

#### Risultati
| Prima giornata |                                       |     |                            |
|                |                                       |     |                            |
| 16-10          | CSM Bucarest-Dinamo Bucarest          | 3-0 | 25-17, 25-11, 25-11        |
| 14-10          | Târgoviște-Penicilina Iași            | 3-1 | 25-14, 25-14, 23-25, 25-10 |
| 14-10          | Târgu Mureș-Universitatea Cluj        | 3-1 | 15-25, 25-12, 25-20, 26-24 |
| 14-10          | CSM Volei-Alba Blaj-Lugoj             | 3-0 | 25-15, 25-16, 25-16        |
| 14-10          | Știința Bacău-Universitatea Timișoara | 3-1 | 25-17, 23-25, 25-13, 25-11 |

| Seconda giornata |                                         |     |                                  |
|                  |                                         |     |                                  |
| 21-10            | Dinamo Bucarest-Universitatea Timișoara | 1-3 | 25-27, 26-24, 11-25, 23-25       |
| 21-10            | Lugoj-Știința Bacău                     | 1-3 | 25-20, 16-25, 18-25, 20-25       |
| 20-10            | Universitatea Cluj-CSM Volei-Alba Blaj  | 0-3 | 19-25, 12-25, 16-25              |
| 21-10            | Penicilina Iași-Târgu Mureș             | 3-1 | 25-16, 21-25, 25-17, 25-17       |
| 22-10            | CSM Bucarest-Târgoviște                 | 2-3 | 24-26, 25-15, 25-7, 23-25, 12-15 |

| Terza giornata |                                     |     |                     |
|                |                                     |     |                     |
| 30-10          | Târgoviște-Dinamo Bucarest          | 3-0 | 25-19, 25-17, 25-9  |
| 28-10          | Târgu Mureș-CSM Bucarest            | 0-3 | 17-25, 13-25, 17-25 |
| 27-10          | CSM Volei-Alba Blaj-Penicilina Iași | 3-0 | 25-15, 25-8, 25-17  |
| 28-10          | Știința Bacău-Universitatea Cluj    | 3-0 | 25-17, 25-17, 25-23 |
| 28-10          | Universitatea Timișoara-Lugoj       | 3-0 | 25-19, 25-18, 28-26 |

| Quarta giornata |                                            |     |                                   |
|                 |                                            |     |                                   |
| 02-11           | Dinamo Bucarest-Lugoj                      | 3-2 | 25-21, 25-18, 22-25, 18-25, 15-12 |
| 04-11           | Universitatea Cluj-Universitatea Timișoara | 0-3 | 25-27, 11-25, 19-25               |
| 04-11           | Penicilina Iași-Știința Bacău              | 0-3 | 14-25, 13-25, 19-25               |
| 03-11           | CSM Bucarest-CSM Volei-Alba Blaj           | 3-1 | 22-25, 25-18, 26-24, 25-22        |
| 04-11           | Târgoviște-Târgu Mureș                     | 3-1 | 25-16, 25-13, 23-25, 25-12        |

| Quinta giornata |                                         |     |                            |
|                 |                                         |     |                            |
| 11-11           | Târgu Mureș-Dinamo Bucarest             | 3-1 | 23-25, 25-17, 25-23, 25-22 |
| 12-11           | Alba-Blaj-Târgoviște                    | 3-1 | 23-25, 27-25, 25-22, 25-14 |
| 13-11           | Știința Bacău-CSM Bucarest              | 0-3 | 19-25, 18-25, 20-25        |
| 11-11           | Universitatea Timișoara-Penicilina Iași | 3-0 | 25-11, 25-13, 25-14        |
| 11-11           | Lugoj-Universitatea Cluj                | 3-0 | 25-12, 25-20, 25-21        |

| Sesta giornata |                                      |     |                            |
|                |                                      |     |                            |
| 17-11          | Dinamo Bucarest-Universitatea Cluj   | 3-1 | 25-11, 19-25, 25-16, 25-16 |
| 17-11          | Penicilina Iași-Lugoj                | 0-3 | 13-25, 14-25, 18-25        |
| 17-11          | CSM Bucarest-Universitatea Timișoara | 3-0 | 25-15, 25-22, 25-18        |
| 18-11          | Târgoviște-Știința Bacău             | 0-3 | 18-25, 23-25, 16-25        |
| 18-11          | Târgu Mureș-Alba-Blaj                | 0-3 | 19-25, 16-25, 15-25        |

| Settima giornata |                                    |     |                                   |
|                  |                                    |     |                                   |
| 25-11            | Alba-Blaj-Dinamo Bucarest          | 3-0 | 25-14, 25-8, 25-16                |
| 25-11            | Știința Bacău-Târgu Mureș          | 3-0 | 25-13, 25-18, 25-17               |
| 25-11            | Universitatea Timișoara-Târgoviște | 1-3 | 24-26, 21-25, 25-19, 16-25        |
| 26-11            | Lugoj-CSM Bucarest                 | 0-3 | 19-25, 17-25, 21-25               |
| 25-11            | Universitatea Cluj-Penicilina Iași | 3-2 | 17-25, 25-17, 25-22, 19-25, 19-17 |

| Ottava giornata |                                     |     |                           |
|                 |                                     |     |                           |
| 02-12           | Dinamo Bucarest-Penicilina Iași     | 3-0 | 25-14, 25-18, 25-17       |
| 02-12           | CSM Bucarest-Universitatea Cluj     | 3-0 | 25-17, 25-16, 25-20       |
| 02-12           | Târgoviște-Lugoj                    | 3-0 | 25-19, 25-17, 25-20       |
| 02-12           | Târgu Mureș-Universitatea Timișoara | 1-3 | 25-19, 8-25, 18-25, 22-25 |
| 02-12           | Alba-Blaj-Știința Bacău             | 3-0 | 25-14, 25-20, 27-25       |

| Nona giornata |                                   |     |                     |
|               |                                   |     |                     |
| 09-12         | Știința Bacău-Dinamo Bucarest     | 3-0 | 25-20, 25-18, 25-21 |
| 08-12         | Universitatea Timișoara-Alba-Blaj | 0-3 | 15-25, 18-25, 20-25 |
| 09-12         | Lugoj-Târgu Mureș                 | 3-0 | 25-23, 25-18, 25-17 |
| 08-12         | Universitatea Cluj-Târgoviște     | 0-3 | 21-25, 19-25, 21-25 |
| 06-12         | Penicilina Iași-CSM Bucarest      | 0-3 | 17-25, 14-25, 20-25 |

| Decima giornata |                                       |     |                     |
|                 |                                       |     |                     |
| 16-12           | Dinamo Bucarest-CSM Bucarest          | 0-3 | 13-25, 13-25, 18-25 |
| 17-12           | Penicilina Iași-Târgoviște            | 0-3 | 27-29, 16-25, 17-25 |
| 15-12           | Universitatea Cluj-Târgu Mureș        | 3-0 | 25-15, 25-16, 25-21 |
| 16-12           | Lugoj-Alba-Blaj                       | 0-3 | 5-25, 15-25, 21-25  |
| 15-12           | Universitatea Timișoara-Știința Bacău | 3-0 | 25-18, 25-20, 25-19 |

| Undicesima giornata |                                         |     |                                   |
|                     |                                         |     |                                   |
| 13-01               | Universitatea Timișoara-Dinamo Bucarest | 3-2 | 25-23, 17-25, 25-23, 22-25, 15-9  |
| 15-01               | Știința Bacău-Lugoj                     | 3-0 | 25-10, 25-14, 25-18               |
| 14-01               | Alba-Blaj-Universitatea Cluj            | 3-0 | 25-10, 25-16, 25-18               |
| 13-01               | Târgu Mureș-Penicilina Iași             | 2-3 | 20-25, 25-23, 25-11, 15-25, 12-15 |
| 15-01               | Târgoviște-CSM Bucarest                 | 1-3 | 22-25, 25-23, 19-25, 23-25        |

| Dodicesima giornata |                                  |     |                     |
|                     |                                  |     |                     |
| 21-01               | Dinamo Bucarest-Târgoviște       | 0-3 | 22-25, 14-25, 23-25 |
| 20-01               | CSM Bucarest-Târgu Mureș         | 3-0 | 25-15, 25-6, 25-16  |
| 15-01               | Penicilina Iași-Alba-Blaj        | 0-3 | 22-25, 20-25, 11-25 |
| 15-02               | Universitatea Cluj-Știința Bacău | 0-3 | 25-17, 25-19, 25-16 |
| 20-01               | Lugoj-Universitatea Timișoara    | 0-3 | 23-25, 19-25, 30-32 |

| Tredicesima giornata |                                            |     |                                  |
|                      |                                            |     |                                  |
| 27-01                | Lugoj-Dinamo Bucarest                      | 3-2 | 25-22, 28-30, 11-25, 28-26, 15-7 |
| 27-01                | Universitatea Timișoara-Universitatea Cluj | 3-0 | 25-14, 25-13, 25-13              |
| 28-01                | Știința Bacău-Penicilina Iași              | 3-0 | 25-10, 25-17, 25-13              |
| 28-01                | Alba-Blaj-CSM Bucarest                     | 0-3 | 22-25, 18-25, 19-25              |
| 27-01                | Târgu Mureș-Târgoviște                     | 0-3 | 14-25, 14-25, 13-25              |

| Quattordicesima giornata |                                         |     |                                   |
|                          |                                         |     |                                   |
| 03-02                    | Dinamo Bucarest-Târgu Mureș             | 3-0 | 25-18, 25-21, 25-8                |
| 02-02                    | Târgoviște-Alba-Blaj                    | 1-3 | 17-25, 25-22, 16-25, 22-25        |
| 03-02                    | CSM Bucarest-Știința Bacău              | 3-2 | 23-25, 25-19, 13-25, 25-19, 15-12 |
| 02-02                    | Penicilina Iași-Universitatea Timișoara | 1-3 | 22-25, 25-20, 17-25, 15-25        |
| 03-02                    | Universitatea Cluj-Lugoj                | 3-1 | 25-20, 25-23, 18-25, 25-18        |

| Quindicesima giornata |                                      |     |                                   |
|                       |                                      |     |                                   |
| 10-02                 | Universitatea Cluj-Dinamo Bucarest   | 3-0 | 25-18, 25-20, 25-18               |
| 10-02                 | Lugoj-Penicilina Iași                | 3-1 | 25-19, 25-22, 21-25, 25-22        |
| 10-02                 | Universitatea Timișoara-CSM Bucarest | 0-3 | 12-25, 20-25, 26-28               |
| 10-02                 | Știința Bacău-Târgoviște             | 2-3 | 26-24, 13-25, 25-23, 18-25, 13-15 |
| 10-02                 | Alba-Blaj-Târgu Mureș                | 3-0 | 25-20, 25-17, 25-12               |

| Sedicesima giornata |                                    |     |                            |
|                     |                                    |     |                            |
| 14-02               | Dinamo Bucarest-Alba-Blaj          | 0-3 | 19-25, 16-25, 23-25        |
| 13-02               | Târgu Mureș-Știința Bacău          | 0-3 | 13-25, 17-25, 8-25         |
| 14-02               | Târgoviște-Universitatea Timișoara | 1-3 | 25-15, 28-30, 18-25, 21-25 |
| 14-02               | CSM Bucarest-Lugoj                 | 3-1 | 23-25, 25-18, 25-15, 25-14 |
| 14-02               | Penicilina Iași-Universitatea Cluj | 3-1 | 25-23, 25-23, 21-25, 25-20 |

| Diciassettesima giornata |                                     |     |                                   |
|                          |                                     |     |                                   |
| 17-02                    | Penicilina Iași-Dinamo Bucarest     | 3-2 | 25-18, 25-18, 21-25, 19-25, 15-13 |
| 17-02                    | Universitatea Cluj-CSM Bucarest     | 0-3 | 17-25, 16-25, 12-25               |
| 17-02                    | Lugoj-Târgoviște                    | 2-3 | 26-24, 25-17, 15-25, 22-25, 7-15  |
| 17-02                    | Universitatea Timișoara-Târgu Mureș | 3-1 | 25-18, 22-25, 25-11, 27-25        |
| 18-02                    | Știința Bacău-Alba-Blaj             | 3-1 | 18-25, 25-20, 28-26, 25-16        |

| Diciottesima giornata |                                   |     |                            |
|                       |                                   |     |                            |
| 26-02                 | Dinamo Bucarest-Știința Bacău     | 0-3 | 23-25, 18-25, 9-25         |
| 25-02                 | Alba-Blaj-Universitatea Timișoara | 3-0 | 25-23, 25-17, 25-13        |
| 24-02                 | Târgu Mureș-Lugoj                 | 0-3 | 20-25, 19-25, 16-25        |
| 24-02                 | Târgoviște-Universitatea Cluj     | 3-1 | 20-25, 25-23, 25-20, 25-18 |
| 24-02                 | CSM Bucarest-Penicilina Iași      | 3-0 | 25-13, 25-15, 25-9         |

#### Classifica
| Pos. | Squadra                 | Pt | G  | V  | P  | SV | SP | Ratio | PF    | PS    | Ratio |
| ---- | ----------------------- | -- | -- | -- | -- | -- | -- | ----- | ----- | ----- | ----- |
| 1.   | CSM Bucarest            | 51 | 18 | 17 | 1  | 53 | 8  | 6.625 | 1 482 | 1 077 | 1.376 |
| 2.   | Alba-Blaj               | 45 | 18 | 15 | 3  | 47 | 11 | 4.272 | 1 409 | 1 067 | 1.320 |
| 3.   | Știința Bacău           | 41 | 18 | 13 | 5  | 43 | 18 | 2.388 | 1 407 | 1 161 | 1.211 |
| 4.   | Târgoviște              | 36 | 18 | 13 | 5  | 43 | 25 | 1.720 | 1 550 | 1 387 | 1.117 |
| 5.   | Universitatea Timișoara | 35 | 18 | 12 | 6  | 38 | 25 | 1.520 | 1 421 | 1 334 | 1.065 |
| 6.   | Lugoj                   | 19 | 18 | 6  | 12 | 25 | 39 | 0.641 | 1 314 | 1 441 | 0.911 |
| 7.   | Dinamo Bucarest         | 14 | 18 | 4  | 14 | 20 | 45 | 0.444 | 1 283 | 1 455 | 0.881 |
| 8.   | Universitatea Cluj      | 11 | 18 | 4  | 14 | 16 | 45 | 0.355 | 1 181 | 1 428 | 0.827 |
| 9.   | Penicilina Iași         | 11 | 18 | 4  | 14 | 17 | 48 | 0.354 | 1 191 | 1 510 | 0.788 |
| 10.  | Târgu Mureș             | 7  | 18 | 2  | 16 | 12 | 50 | 0.240 | 1 101 | 1 479 | 0.744 |

| Qualificata al girone 1º posto |

### Girone 1º posto

#### Risultati
| Prima giornata |                                   |     |                            |
|                |                                   |     |                            |
| 03-03          | CSM Bucarest-Lugoj                | 3-1 | 25-12, 21-25, 25-15, 25-13 |
| 03-03          | Alba-Blaj-Universitatea Timișoara | 3-1 | 25-20, 25-15, 25-27, 25-7  |
| 03-03          | Știința Bacău-Târgoviște          | 1-3 | 18-25, 25-21, 22-25, 15-25 |

| Seconda giornata |                                       |     |                                   |
|                  |                                       |     |                                   |
| 10-03            | Lugoj-Târgoviște                      | 2-3 | 25-17, 27-25, 15-25, 22-25, 12-15 |
| 10-03            | Universitatea Timișoara-Știința Bacău | 3-1 | 25-22, 26-24, 22-25, 25-20        |
| 09-03            | CSM Bucarest-Alba-Blaj                | 2-3 | 22-25, 23-25, 25-21, 25-18, 10-15 |

| Terza giornata |                                    |     |                            |
|                |                                    |     |                            |
| 14-03          | Alba-Blaj-Lugoj                    | 3-0 | 25-21, 25-14, 25-14        |
| 14-03          | Știința Bacău-CSM Bucarest         | 1-3 | 26-24, 17-25, 20-25, 17-25 |
| 14-03          | Târgoviște-Universitatea Timișoara | 3-0 | 25-21, 25-20, 25-18        |

| Quarta giornata |                               |     |                                   |
|                 |                               |     |                                   |
| 17-03           | Lugoj-Universitatea Timișoara | 0-3 | 23-25, 16-25, 19-25               |
| 19-03           | CSM Bucarest-Târgoviște       | 2-3 | 23-25, 25-12, 24-26, 25-22, 13-15 |
| 19-03           | Alba-Blaj-Știința Bacău       | 3-1 | 23-25, 25-19, 25-23, 25-19        |

| Quinta giornata |                                      |     |                                  |
|                 |                                      |     |                                  |
| 24-03           | Știința Bacău-Lugoj                  | 3-0 | 26-24, 25-17, 25-7               |
| 24-03           | Târgoviște-Alba-Blaj                 | 0-3 | 24-26, 25-27, 19-25              |
| 24-03           | Universitatea Timișoara-CSM Bucarest | 2-3 | 23-25, 25-22, 12-25, 25-13, 9-15 |

| Sesta giornata |                                   |     |                            |
|                |                                   |     |                            |
| 02-03          | Lugoj-CSM Bucarest                | 0-3 | 13-25, 16-25, 16-25        |
| 05-04          | Universitatea Timișoara-Alba-Blaj | 1-3 | 18-25, 25-23, 13-25, 20-25 |
| 28-03          | Târgoviște-Știința Bacău          | 1-3 | 21-25, 22-25, 25-19, 17-25 |

| Settima giornata |                                       |     |                            |
|                  |                                       |     |                            |
| 31-03            | Târgoviște-Lugoj                      | 3-1 | 25-17, 25-19, 19-25, 25-18 |
| 31-03            | Știința Bacău-Universitatea Timișoara | 3-1 | 25-21, 22-25, 25-22, 25-14 |
| 02-04            | Alba-Blaj-CSM Bucarest                | 0-3 | 17-25, 24-26, 17-25        |

| Ottava giornata |                                    |     |                            |
|                 |                                    |     |                            |
| 14-04           | Lugoj-Alba-Blaj                    | 0-3 | 21-25, 19-25, 22-25        |
| 12-04           | CSM Bucarest-Știința Bacău         | 3-1 | 25-23, 25-17, 23-25, 25-21 |
| 14-04           | Universitatea Timișoara-Târgoviște | 1-3 | 25-20, 20-25, 22-25, 18-25 |

| Nona giornata |                               |     |                                  |
|               |                               |     |                                  |
| 18-04         | Universitatea Timișoara-Lugoj | 3-0 | 25-21, 25-19, 25-16              |
| 18-04         | Târgoviște-CSM Bucarest       | 1-3 | 17-25, 30-28, 19-25, 25-27       |
| 18-04         | Știința Bacău-Alba-Blaj       | 2-3 | 20-25, 22-25, 25-12, 29-27, 8-15 |

| Decima giornata |                                      |     |                            |
|                 |                                      |     |                            |
| 21-04           | Lugoj-Știința Bacău                  | 1-3 | 26-28, 28-26, 22-25, 17-25 |
| 21-04           | Alba-Blaj-Târgoviște                 | 3-1 | 19-25, 25-21, 25-22, 25-10 |
| 23-04           | CSM Bucarest-Universitatea Timișoara | 3-0 | 25-9, 26-24, 25-16         |

#### Classifica
| Pos. | Squadra                 | Pt | G  | V  | P  | SV | SP | Ratio | PF    | PS    | Ratio |
| ---- | ----------------------- | -- | -- | -- | -- | -- | -- | ----- | ----- | ----- | ----- |
| 1.   | CSM Bucarest            | 76 | 28 | 25 | 3  | 81 | 20 | 4.050 | 2 422 | 1 849 | 1.309 |
| 2.   | Alba-Blaj               | 70 | 28 | 24 | 4  | 74 | 22 | 3.363 | 2 293 | 1 840 | 1.246 |
| 3.   | Știința Bacău           | 54 | 28 | 17 | 11 | 62 | 39 | 1.589 | 2 282 | 2 085 | 1.094 |
| 4.   | Târgoviște              | 52 | 28 | 19 | 9  | 64 | 44 | 1.454 | 2 439 | 2 272 | 1.073 |
| 5.   | Universitatea Timișoara | 45 | 28 | 15 | 13 | 53 | 47 | 1.127 | 2 183 | 2 180 | 1.001 |
| 6.   | Lugoj                   | 20 | 28 | 6  | 22 | 30 | 69 | 0.434 | 1 970 | 2 293 | 0.859 |

| Campione di Romania |

## Classifica finale
| Pos | Squadra                 | Qualificazione           |
| --- | ----------------------- | ------------------------ |
|     | CSM Bucarest            | Champions League 2018-19 |
| 2   | Alba-Blaj               | Coppa CEV 2018-19        |
| 3   | Știința Bacău           | Challenge Cup 2018-19    |
| 4   | Târgoviște              | Challenge Cup 2018-19    |
| 5   | Universitatea Timișoara |                          |
| 6   | Lugoj                   |                          |
| 7   | Dinamo Bucarest         |                          |
| 8   | Universitatea Cluj      |                          |
| 9   | Penicilina Iași         |                          |
| 10  | Târgu Mureș             |                          |

## Statistiche
| Rendimento individuale | Rendimento individuale | Rendimento individuale | Rendimento individuale  |
| Pos.                   | Nome                   | Punti                  | Squadra                 |
| ---------------------- | ---------------------- | ---------------------- | ----------------------- |
| 1                      | Roxana Bacșiș          | 426                    | Universitatea Timișoara |
| 2                      | Milagros Collar        | 425                    | Târgoviște              |
| 3                      | Ioana Baciu            | 401                    | CSM Bucarest            |
| 4                      | Ana Cleger             | 392                    | Alba-Blaj               |
| 5                      | Gabriela Bălae         | 338                    | Lugoj                   |
| 6                      | Erin Fairs             | 329                    | Târgoviște              |
| 7                      | Aleksandra Cvetićanin  | 321                    | Lugoj                   |
| 8                      | Nina Jakić             | 300                    | Lugoj                   |
| 9                      | Denisa Rogojinaru      | 298                    | Știința Bacău           |
| 10                     | Andrea Laković         | 290                    | Universitatea Timișoara |

| Attacchi vincenti | Attacchi vincenti     | Attacchi vincenti | Attacchi vincenti       |
| Pos.              | Nome                  | Punti             | Squadra                 |
| ----------------- | --------------------- | ----------------- | ----------------------- |
| 1                 | Milagros Collar       | 359               | Târgoviște              |
| 2                 | Ioana Baciu           | 354               | CSM Bucarest            |
| 3                 | Roxana Bacșiș         | 331               | Universitatea Timișoara |
| 3                 | Ana Cleger            | 331               | Alba-Blaj               |
| 5                 | Gabriela Bălae        | 271               | Lugoj                   |
| 6                 | Aleksandra Cvetićanin | 264               | Lugoj                   |
| 7                 | Erin Fairs            | 261               | Târgoviște              |
| 8                 | Jovana Brakočević     | 242               | CSM Bucarest            |
| 9                 | Lousiane de Souza     | 235               | Târgoviște              |
| 10                | Andrea Laković        | 228               | Universitatea Timișoara |

| Muri vincenti | Muri vincenti     | Muri vincenti | Muri vincenti           |
| Pos.          | Nome              | Punti         | Squadra                 |
| ------------- | ----------------- | ------------- | ----------------------- |
| 1             | Nina Jakić        | 68            | Lugoj                   |
| 2             | Georgiana Faleş   | 66            | Știința Bacău           |
| 3             | Roxana Bacșiș     | 62            | Universitatea Timișoara |
| 3             | Nneka Onyejekwe   | 62            | Alba-Blaj               |
| 5             | Ana Otašević      | 59            | Târgoviște              |
| 6             | Nicole Koolhaas   | 58            | CSM Bucarest            |
| 7             | Andreea Petra     | 57            | Universitatea Timișoara |
| 8             | Denisa Rogojinaru | 50            | Știința Bacău           |
| 9             | Sofija Medić      | 47            | CSM Bucarest            |
| 10            | Mariana de Aquino | 45            | Alba-Blaj               |
| 10            | Andrea Laković    | 45            | Universitatea Timișoara |

| Battute vincenti | Battute vincenti | Battute vincenti | Battute vincenti        |
| Pos.             | Nome             | Punti            | Squadra                 |
| ---------------- | ---------------- | ---------------- | ----------------------- |
| 1                | Andreea Petra    | 50               | Universitatea Timișoara |
| 2                | Gabriela Bălae   | 42               | Lugoj                   |
| 3                | Nina Jakić       | 41               | Lugoj                   |
| 4                | Erin Fairs       | 37               | Târgoviște              |
| 5                | Roxana Bacșiș    | 33               | Universitatea Timișoara |
| 5                | Ariana Pîrv      | 33               | Universitatea Timișoara |
| 7                | Diana Tătaru     | 32               | Universitatea Timișoara |
| 7                | Ana Cazacu       | 32               | Știința Bacău           |
| 9                | Lorena Ciocian   | 31               | Știința Bacău           |
| 9                | Andrea Laković   | 31               | Lugoj                   |

NB: I dati sono riferiti all'intero torneo.